# Puget Island
Puget Island az Amerikai Egyesült Államok északnyugati részén, Washington állam Wahkiakum megyéjében, a Puget-szigeten elhelyezkedő statisztikai település. A 2010. évi népszámlálási adatok alapján 831 lakosa van.
A település névadója Peter Puget hadnagy.

## Fordítás
- Ez a szócikk részben vagy egészben  a   Puget Island, Washington című angol Wikipédia-szócikk ezen változatának fordításán alapul.  Az eredeti cikk szerkesztőit annak laptörténete sorolja fel. Ez a jelzés csupán a megfogalmazás eredetét és a szerzői jogokat jelzi, nem szolgál a cikkben szereplő információk forrásmegjelöléseként.